# Sailing the Seas of Cheese
Sailing the Seas of Cheese é o segundo de estúdio do álbum e estréia com uma grande gravadora do Primus, lançado em 14 de Maio de 1991. Ele gerou três singles: "Jerry Was a Race Car Driver", "Tommy the Cat", e "Those Damned Blue-Collar Tweekers". "Jerry Was a Race Car Driver" apareceu nos jogos eletrônicos ATV Offroad Fury, Tony Hawk's Pro Skater,Rock Band 3 e Rocksmith de 2014, enquanto a "American Life" aparece em Tony Hawk's Project 8.

## Informações do álbum
O álbum contém vários exemplos de outros meios de comunicação.
- "Jerry Was a Race Car Driver" contém um sample do filme Texas Chainsaw Massacre 2 , em que o personagem Chop Top exclama: "Cão de caça!"
- "Los Bastardos" contém amostras da série da BBC, Os mais Jovens , incluindo Vyvyan gritando, "calem a boca, seus safados!" assim como Rick dizendo: "Você me chamou de safado, não é?" e "Mike, você safado!"

A letra "sail the seas of cheese" depois, apareceu na canção "DMV" que apareceu em seu próximo álbum Pork Soda. A canção "Eleven" tem um tempo irregular(11/8) e vem daí o seu nome.

## Histórico de lançamento
Sailing the Seas of Cheese atingiu o status de disco de Ouro em Março de 1993. Ele ganhou platina em dezembro de 2001.

### Reemissão de 2013
Uma edição especial do álbum foi lançada em 21 de Maio de 2013. Ele está disponível em duas configurações, cada uma com uma mixagem: estéreo em CD e a nova surround 5.1, além de três exclusivas, inéditas, faixas bônus." Claypool afirmou, "Musicalmente, ele mantém-se incrivelmente bem. Sonoramente, ele mantém-se razoavelmente bem. Há algumas reverberações ao estilo antigo que são um pouco xaroposas. Com tecnologia moderna, podemos corrigir algumas dessas coisas. Mas não queremos mexer com ele muito, porque ele é o que é. Queremos engordar um pouco,só."

## Performance ao vivo
O álbum foi executado ao vivo, na sua totalidade, em 2003 e 2004, em sua Turnê De Fromage, em 30 de dezembro de 2010 e, mais uma vez, durante uma de duas noites de show no Royal Albert Hall , em abril de 2012.